# All Them Witches
All Them Witches es una banda de rock psicodélico originaria de Nashville, Tennessee, Estados Unidos.
El grupo se formó el 6 de enero de 2012 y al poco tiempo comenzaron a grabar su primer disco Our Mother Electricity bajo el sello alemán Elektrohasch. Inmediatamente después producen el EP Extra Pleasant grabado con dos micrófonos directamente a una grabadora de casete.
En 2013 realizan una extensa gira en Estados Unidos y en noviembre de ese mismo año a través del perfil del grupo en el sitio web Bandcamp autopublican su siguiente disco Lightning at the Door el cual a principios de 2014 comienza a ser editado por el sello Tone Tree Music.
La banda firmó contrato con el sello New West Records a principios de 2015; y han tocado en festivales de música como SXSW y Bonnaroo. Para grabar el álbum Dying Surfer Meets His Maker trasladaron un estudio de grabación a una cabaña situada en la villa turística Pigeon Forge, en la zona montañosa del este de Tennessee, conviviendo y grabando en el mismo lugar el disco en un lapso de seis días. El lanzamiento fue realizado en octubre de 2015.
El estilo musical del grupo es rock neo-psicodélico y dark blues; las influencias más destacadas son Blue Cheer, Black Sabbath, Led Zeppelin, Mountain, The Gris Gris, la era del disco The Sun, Moon & Herbs de Dr. John, y el swamp blues eléctrico de Junior Kimbrough.

## Miembros
- Charles Michael Parks, Jr., bajo eléctrico, voz principal
- Christian Powers, batería (antes Robby Staebler).
- Ben McLeod, guitarra eléctrica.
- Allan Van Cleave, piano Rhodes y otros instrumentos.

## Discografía

### Álbumes

#### Álbumes de estudio
- Our Mother Electricity - (2012)
- Lightning at the Door - (2013)
- Huntington, WV 10/4/14 - (2014)
- Dying Surfer Meets His Maker - (2015)
- At The Garage - (2015)
- Lightning at the Door - (2016)
- Sleeping Through The War - (2017)
- ATW - (2018)
- Nothing as the Ideal - (2020)
- Baker’s Dozen - (2022)

#### EP
- Extra Pleasant - (2012)
- Heavy Eyes - (2013)
- Effervescent - (2014)
- A Sweet Release - (2015)
- Lost And Found - (2018)